# Mondego
De Rio Mondego (uitspraak: [ˈʁi.u mõˈdeɣu]) is de grootste rivier die alleen in Portugal stroomt.
Zij ontspringt in de Serra da Estrela, de grootste bergketen op het vasteland van Portugal, met een hoogste piek van 1993 m. Ze stroomt vanaf het Manteigas gebied (1425 meter) 234 km tot haar monding in Figueira da Foz om daar in de Atlantische Oceaan te stromen. De rivier passeert langs steden als Coimbra en Montemor-o-Velho.
Zijrivieren die uitmonden in Mondego zijn: Dão, Alva, Ceira, Arunca en Pranto.